# Râul Ariniș, Tazlăul Sărat
Râul Ariniș este un curs de apă, afluent al râului Tazlăul Sărat. 